# Université de Londres-Est Docklands Campus

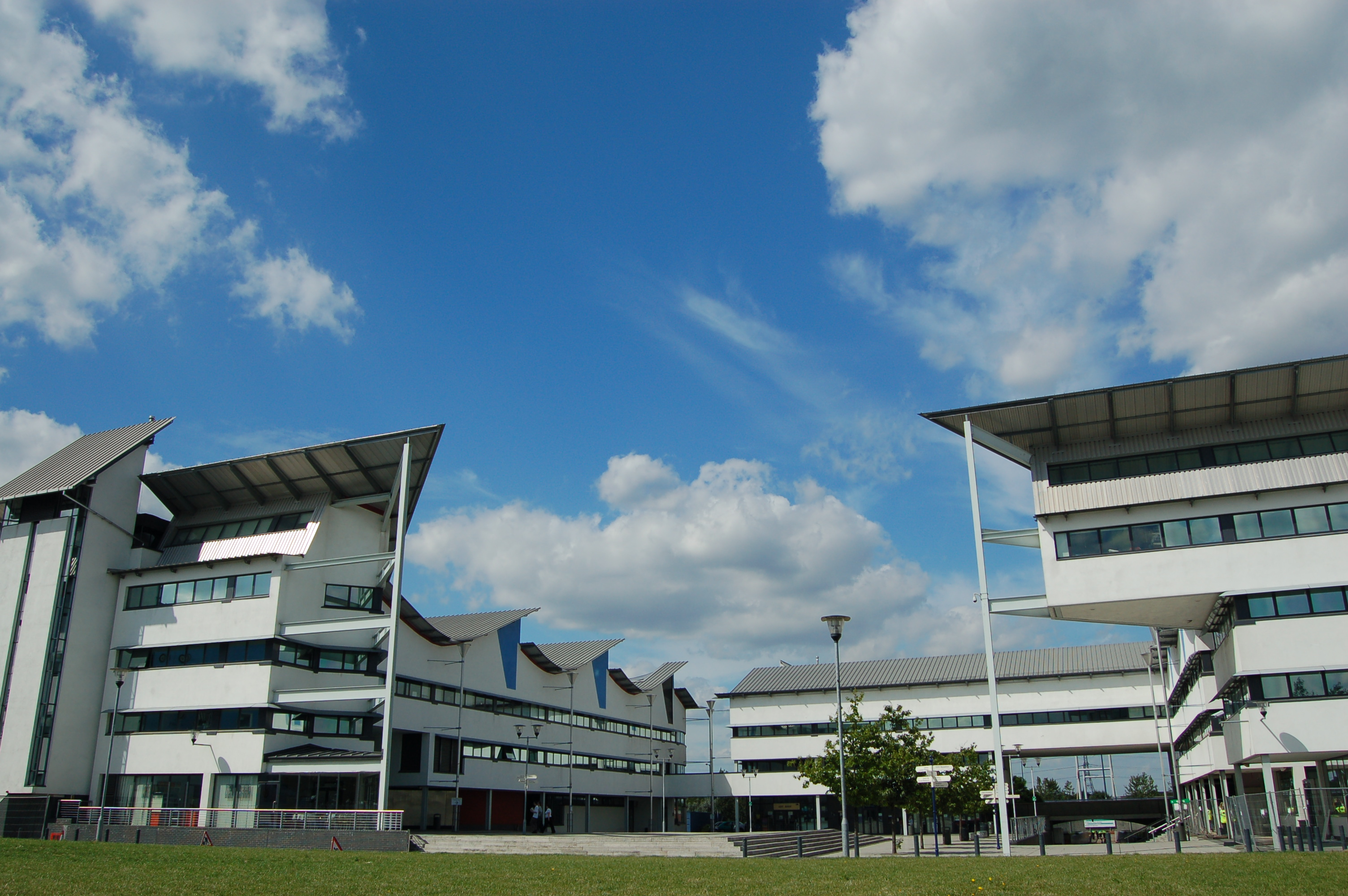
L'UEL Docklands Campus, le carré

L'université de Londres-Est Docklands Campus (en anglais : University of East London Docklands Campus) est un campus de l'université de Londres-Est, situé dans le Docklands, quartier de l'est de Londres. Le campus a ouvert en 1999. C'est l'un des deux campus à UEL, l'autre étant le Stratford Campus. 
Le campus se trouve à côté du Royal Albert Dock, interdit à la navigation commerciale depuis les années 1980 et désormais largement utilisée comme centre de sports nautiques et bien sûr l'aviron (London Regatta Centre (en)). Le Cyprus (DLR) du Docklands Light Railway est directement relié à voie piétonne du campus et propose des liens vers Canary Wharf et le centre de Londres. 
London City Airport est directement en face du campus, de l'autre côté de l'Albert Dock Royal. Les salles distinctif arrondis des bâtiments de la résidence peut être vu à travers tout le quai. 
L'AVA School (Architecture et arts visuels) a été créée en 2004. Le logement de l'architecture, la mode, du textile et dapartments conception graphique, l'AVA a été le centre de développement majeur d'abord sur le Campus des Docklands après le logement des étudiants. 
Également basé à Campus des Docklands sont la Business School, l'école d'informatique, Information ingénierie et de technologie, et la School of Social Sciences, Media and Cultural Studies. 
Une nouvelle résidence étudiante a ouvert en 2008 et le campus a désormais 1200 chambres d'étudiants, avec boutiques, cafés et un restaurant, des laveries automatiques, etc. Un centre sportif a ouvert en 2011. La bibliothèque du campus est installée dans l'immeuble Business School, inaugurée par la Reine en 2007, et est ouverte 24 / 7 au cours du temps d'enseignement. 